# Gubno
Gubno je naselje v Občini Kozje v osrednjem delu Kozjanskega. Gručasto jedro vasi je pod cerkvijo sv. Primoža in Felicijana.